# Струково (Костромская область)
Струково — деревня в составе Дмитриевского сельского поселения Галичского района Костромской области России.

## География
Деревня расположена недалеко от главного хода Транссибирской магистрали.

## История
Согласно Спискам населённых мест Российской империи в 1872 году деревня относилась к 1 стану Галичского уезда Костромской губернии. В ней числилось 13 дворов, проживало 45 мужчин и 74 женщины.
Согласно переписи населения 1897 года в деревне проживало 143 человека (63 мужчины и 80 женщин).
Согласно Списку населённых мест Костромской губернии в 1907 году деревня относилась к Ногатинской волости Галичского уезда Костромской губернии. По сведениям волостного правления за 1907 год в деревне числилось 29 крестьянских дворов и 155 жителей. Основными занятиями жителей деревни были сельское хозяйство, малярный и плотницкий промыслы.
До 2010 года деревня относилась к Челменскому сельскому поселению.